# マンボ・グラフィックス
マンボ・グラフィックス（Mambo Graphics）、あるいは単にマンボ（Mambo）は、1984年にシドニーで設立された、オーストラリアのサーフィン・ファッション、ストリートファッションの会社、またそのブランド。政治的、宗教的に、あるいは、ユーモアとしてもどぎついテーマによるグラフィックデザインでよく知られている。もともとマンボは、1984年に、ファントム・スクリーン・プリンティング（Phantom Screen printing）というシルクスクリーン印刷所の中に設けられたTシャツ印刷部門として、創業者デア・ジェニングス（Dare Jennings）が発足させたものであった。1980年代では、自社での印刷、Tシャツ製造などを行なっていたが、1990年以降は製造工程は委託生産に切り替わった。
マンボは2000年に株式が売却され、オーストラリア資本の有力なアパレル企業であるガザル・コーポレーション（Gazal Corporation）の傘下となった。マンボは大規模かつ商業的に衣類、織物、その他の関連商品を製造して、年に1200万オーストラリア・ドル以上の売上高を達成している。マンボは、地元オーストラリアでも、国外でも、サーフィン関係のイベントをいろいろ主催しており、また、リーチ・アウト（Reach Out：精神障害をもつ若者を支援する国際的な非営利団体）や、グリーンピース (NGO)に対して資金提供を行なっている。マンボは、国外にも製品を大規模に輸出しており、若い才能を発掘し、斬新な製品、芸術品、高品質の衣類を生産している。
マンボは、オーストラリア資本の企業であるが、製品の生産はインドネシア、中国、香港など国外の各地でも行なわれているため、「made near Australia（オーストラリア周辺で製造）」と表現される。
1980年代のマンボは、「poo-shooter」（犬が放屁する図柄）のTシャツを生産し、オーストラリア国内ではどこでも見かけるほどの流行を生み出した。2000年のシドニーオリンピックの際には、オーストラリア選手団にプリント柄のアロハシャツを提供した。現在、マンボは、世界中に22店舗の直営店を構え、ニュージーランド、アジア、ヨーロッパについては販売代理店を置いている。
オーストラリアのロック・バンド、メンタル・アズ・エニシング（Mental As Anything）の元メンバーであるレグ・モンバッサ（Reg Mombassa）は、マンボのデザイナーとしても有名である。マンボッサは、Tシャツに付けられる「Mambo's」というロゴタイプにも大きな貢献をした。
マンボのシャツは、メディアにも登場することがある。例えば、アメリカ合衆国のSFテレビドラマ『ファースケープ』に登場する、主人公ジョン・クライトンの意識の中にだけ存在するスコーピアス（Scorpius）のクローン、ハーベイ（Harvey）は、浜辺などのシーンで耐熱服の上にマンボのシャツを着ている。